# أولاد رحو (المرازيك)
أولاد رحو هو دُوَّار يقع بجماعة سيدي العايدي، إقليم سطات، جهة الدار البيضاء سطات في المملكة المغربية. ينتمي الدوّار لمشيخة المرازيك التي تضم 16 دوار. يقدر عدد سكانه بـ 108 نسمة حسب الإحصاء الرسمي للسكان والسكنى لسنة 2004.

## روابط خارجية
- البوابة الوطنية للجماعات الترابية
- المندوبية السامية للتخطيط